# Степной военный округ
Степно́й вое́нный о́круг — оперативно-стратегическое территориальное объединение (военный округ) РККА Вооружённых сил СССР, дважды формировавшееся в 1943 году и в 1945—1946 годах. Управление (штаб) округа находилось соответственно в Воронеже и Алма-Ате.

## Степной военный округ1-го формирования

### История
Степной военный округ образован 15 апреля 1943 года переименованием только что образованного (6 апреля 1943 года) Резервного фронта 3-го формирования. Включал территории Воронежской, Курской, Тамбовской и Ростовской областей. 9 июля 1943 года преобразован в Степной фронт.

«Командующему Степным военным округом.
Ставка Верховного Главнокомандования приказывает:
- 1. С 24.00 9 июля переименовать Степной военный округ в Степной фронт.
- 2. Включить в состав Степного фронта 5-ю гвардейскую. 27-ю армию с 4-м гв. танковым корпусом, 53-ю армию с 1-м мех. корпусом, 47-ю армию с 3-м гв. мех. корпусом, 4-ю гв. армию с 3-м гв. танковым корпусом, 52-ю армию, 5-ю гвардейскую танковую армию, 3-й, 5-й, 7-й гвардейские кавалерийские корпуса, 5-ю воздушную армию, все части усиления и тыловые части и учреждения Степного военного округа.
- 3. Армии фронта развернуть согласно устным указаниям, данным Генеральным штабом.
- 4. Передвижение войск совершать только ночью.
- 5. Командный пункт Степного фронта с 12 июля иметь в районе Горяиново.
- 6. О ходе перегруппировки доносить ежедневно шифром.

Ставка Верховного Главнокомандования И. Сталин. А. Антонов»— Директива Ставки Верховного Главнокомандования

### Командный составСтепного ВО

#### Командующий войскамиСтепного ВО
- апрель — июнь 1943 — генерал-лейтенант, с апреля 1943 — генерал-полковник М. М. Попов
- 05 июня - июль 1943 — генерал-полковник М. А. Рейтер
- июнь — июль 1943 — генерал-полковник И. С. Конев

#### Начальники штабаСтепного ВО
- апрель 1943 — генерал-майор А. А. Канцельсон, временно исполняющий обязанности
- апрель — июль 1943 — генерал-лейтенант М. В. Захаров

#### Члены Военного советаСтепного ВО
- апрель — июль 1943 — генерал-лейтенант Л. З. Мехлис
- апрель — июль 1943 — генерал-майор И. С. Грушецкий (2-й член Военного совета)
- июль 1943 — генерал-лейтенант танковых войск И. З. Сусайков

### На территорииСтепного военного округадислоцировались
| Дата          | Корпус | Армия |
| на 01.05.1943 | 1Гв.тк | -     |
| на 01.06.1943 | 1Гв.тк | -     |
| ------------- | ------ | ----- |

## Степной военный округ2-го формирования

### История
9 июля 1945 года Степной военный округ был сформирован приказом Народного комиссара обороны СССР № 0139 «Об организации новых округов и изменении границ существующих военных округов» путём выделения из Среднеазиатского военного округа. Включал территорию Казахстана (без Западно-Казахстанской, Актюбинской и Гурьевской областей). Управление округа формировалось на основе полевого управления 4-й ударной армии. Занимался вопросами демобилизации войск РККА, расформированием соединений и ряда учебных частей и переводом их на мирное положение. 
По директиве Генерального штаба РККА от 4 февраля 1946 года Степной военный округ был упразднён. Территория и войска были включены в состав Туркестанского военного округа. После завершения организационно-штатных мероприятий 3 мая 1946 года управление Степного военного округа было расформировано.

### Командный составСтепного ВО(июль 1945 — май 1946)

#### Командующий войскамиСтепного ВО
- 1945—1946 — генерал-лейтенант П. С. Курбаткин

#### Начальники штабаСтепного ВО
- 1945—1946 — генерал-майор А. И. Кудряшов

#### Члены Военного советаСтепного ВО
- 1945—1946 — генерал-майор Т. Я. Белик